# Hôpital des Femmes de Rome
L'hôpital des Femmes (italien : Ospedale delle Donne) est un complexe hospitalier de Rome. Il est situé place Saint Jean de Latran (Rione Monti), près de l'Aqueduc de Néron.

## L'histoire
L'origine de l'hôpital est assez ancienne. Déjà dans la première moitié du XIIIe siècle il fut agrandi et restauré par le cardinal Giovanni Colonna, titulaire de la basilique Santa Prassede; En 1655, il a été complètement reconstruit par l'architecte Giovanni Antonio De Rossi, tant pour des raisons économiques que pour réutiliser des structures antiques. Ces limitations ont conditionné la forme de la construction, formé par un long bâtiment à l'intérieur duquel se trouvait une seule allée avec deux rangées de lits placés contre le mur. 
La façade sur la place a été achevée, d'après le projet d'origine, seulement au XVIIIe siècle. L'architecte a conçu un porche à l'extérieur sur le côté gauche de l'édifice. En 1721 un décret de la Congrégation de la Sainte-visite apostolique a déclaré que l'hôpital serait réservé aux femmes, tandis que les hommes se sont vus assignés l'hôpital du Saint-Esprit. À cette époque, l'allée avait déjà été doublée avec une rangée de lits le long de l'axe central du bâtiment.
Le complexe a été rénové à plusieurs reprises, avec la construction de plusieurs divisions au sein de l'établissement, la disparition du porche extérieur et la construction d'autres infrastructures hospitalières. À l'occasion du Jubilé de l'an 2000, sur le projet des architectes Paolo Portoghesi et Francesco Pontoriero, une échelle extérieure de sécurité a été construite, située sur le côté droit de la voie, et la rénovation de la façade a été effectuée, avec la reprise du porche latéral, reconstitué avec des poutres à la place des arcades originales.

## Description
Le complexe, qui fait partie de l'Azienda ospedaliera San Giovanni Addolorata, s'étend sur la via Merulana, occupant une partie de l'ancienne Villa d'Aste. La façade donnant sur la place comprend une partie centrale marquée par des pilastres, légèrement avancés et divisés en deux ordres. La partie basse se compose d'un portique surmonté d'une fenêtre en arc, entouré sur les côtés de deux fenêtres.